# Base aérienne de Chièvres
Chièvres Air Base est une base de l'USAF en Belgique. 
Elle abrite le 309th Airlift Squadron (en) de l'USAFE.
Depuis 1967, une convention a été signée entre le ministère de la défense nationale belge et le Supreme Allied Commander Europe (en) (SACEUR), permettant l'utilisation de la base aérienne de Chièvres par le Grand quartier général des puissances alliées en Europe. Une grande partie de l'infrastructure (pistes, taxi tracks, aires pour les avions, hangars, etc.) a été financée par l'OTAN. Le reste des infrastructures, considérées comme non éligibles au financement en commun par l'OTAN, est dénommée infrastructure nationale, soit belge soit américaine. L'infrastructure de Chièvres est en 2008 toujours reprise dans l'inventaire OTAN et la base sert actuellement d'aéroport au profit de SACEUR, tâche reconnue comme indispensable par l'OTAN.
La police belge utilise régulièrement la base pour ses essais et entrainements.